# Liste der Hütten des Pfälzerwald-Vereins
Die Liste der Hütten des Pfälzerwald-Vereins ist weitgehend vollständig und beruht auf der 1999/2000 herausgegebenen Liste des Pfälzerwald-Vereins (PWV). Der PWV erbaute seit 1904 über 110 Hütten und Gasthäuser in der Pfalz und in der Saarpfalz, die meisten im Pfälzerwald. Einige der Gebäude wurden inzwischen verkauft oder verpachtet, aber fast alle werden auch heute noch als Wanderhütten für die Einkehr und zum Schutz für Wanderer betrieben, und fast alle (auch die nicht bewirteten Hütten) sind für Feste und Veranstaltungen zu mieten. Bei der Bewirtung ist unterschieden, ob die Hütte während der Woche oder nur am Wochenende geöffnet ist. Für Näheres muss die Website des PWV oder des Betreibers eingesehen werden.
Alle Häuser des PWV sind seit 2021 mit dem Eintrag Pfälzerwaldhütten-Kultur Bestandteil des Immateriellen Kulturerbes in Deutschland der deutschen UNESCO-Kommission.

## PWV-Hütten
| Bild                                | Name Alternativname                                 | Höhe NHN | B. 1 | S. 2 | Koordinate Lage                                                         | Eigentümer | Einweihung |
| ----------------------------------- | --------------------------------------------------- | -------- | ---- | ---- | ----------------------------------------------------------------------- | --- | ---------- |
| Cramerhaus                          | Cramerhaus                                          | 345      | ja   | ja   | – Bei Burg Lindelbrunn nordöstlich von Vorderweidenthal.                | Die Hütte wurde vom Hauptverein des PWV betrieben und 2002 verkauft, wird aber weiterhin als Wanderheim betrieben. | 1934       |
| Wander- und Jugendheim Taubensuhl   | Wander- und Jugendheim Taubensuhl                   | 530      | nein | ja   | – Landauer Forsthaus Taubensuhl Nr. 5 (nordwestlich von Eußerthal).     | PWV Hauptverein | 1957       |
| Dahner Hütte – Im Schneiderfeld     | Dahner Hütte – Im Schneiderfeld                     | 240      | ja   | ja   | – Westlich von Dahn.                                                    | PWV Ortsgruppe Dahn | 1956       |
| Edenkobener Hütte                   | Edenkobener Hütte                                   | 385      | ja   | ja   | – Westlich von Edenkoben im Triefenbachtal.                             | PWV Ortsgruppe Edenkoben | 1929       |
| Wanderheim Dicke Eiche              | Wanderheim Dicke Eiche                              | 405      | ja   | ja   | – Südlich von Hauenstein.                                               | PWV Ortsgruppe Hauenstein | 1973       |
| Höcherberghaus                      | Höcherberghaus                                      | 518      | ja   | ja   | – Auf dem Höcherberg bei Höchen.                                        | Das Höcherberghaus wurde von der PWV Ortsgruppe Höchen verkauft und der Turm an eine Stiftung unter Führung des PWV übergeben. | 1929       |
| Kehrberghütte                       | Kehrberghütte Gustav-Köhler-Hütte                   | 351      | ja   | ja   | – Östlich von Sanddorf bei Schloss Karlsberg.                           | PWV Ortsgruppe Homburg Die ursprüngliche Hütte wurde 2010 durch Brandstiftung zerstört. Seit 2012 steht die neue Kehrberghütte. | 1957       |
| Pfälzerwald-Haus Kirkel             | Pfälzerwald-Haus Kirkel                             | 270      | ja   | ja   | – Kirkel, zum Turnplatz.                                                | PWV Ortsgruppe Kirkel-Neuhäusel | 1967       |
| Wanderheim Hoher Fels               | Wanderheim Hoher Fels                               | 330      | ja   | ja   | – Krottelbach, zum Hohen Fels.                                          | PWV Ortsgruppe Krottelbach | 1956       |
| Wanderheim Hohe List                | Wanderheim Hohe List                                | 440      | ja   | ja   | – Östlich von Eppenbrunn.                                               | PWV Gruppe Hohe List Wurde 1972 von der Ortsgruppe Ludwigswinkel eröffnet. Da diese wegen Überalterung die Hütte nicht mehr betreiben konnte, gründete sich 2016 die überregionale PWV-Gruppe „Hohe List“ die die Hütte dann übernahm.                               | 1972       |
| Fritz-Claus-Hütte                   | Fritz-Claus-Hütte                                   | 325      | ja   | ja   | – Bei Martinshöhe.                                                      | PWV Martinshöhe verpachtet | 2003       |
| Lichtenstein-Hütte                  | Lichtenstein-Hütte                                  | 250      | ja   | ja   | – Neidenfels.                                                           | PWV Neidenfels | 1964       |
| Walthari-Klause                     | Walthari-Klause                                     | 255      | ja   | ja   | – Petersbächel.                                                         | Private Bewirtschaftung seit 2010, vorher PWV Hauptverein. | 1979       |
| Waldhaus Drei Buchen                | Waldhaus Drei Buchen                                | 390      | ja   | ja   | – Bei Lemberg.                                                          | PWV Pirmasens 05 verpachtet | 1922       |
| Waldhaus Starkenbrunnen             | Waldhaus Starkenbrunnen                             | 315      | ja   | ja   | – Bei Pirmasens.                                                        | PWV Pirmasens-Starkenbrunnen | 1936       |
| Hilschberghaus                      | Hilschberghaus                                      | 330      | ja   | ja   | – Bei Rodalben.                                                         | PWV Rodalben | 1979       |
| Faselstall                          | Wanderheim Faselstall                               | 420      | nein | ja   | – Trippstadt.                                                           | PWV Trippstadt | 1924       |
| Hahnberghütte                       | Hahnberghütte                                       | 300      | ja   | ja   | – Bei Contwig.                                                          | PWV Zweibrücken | 1922       |
| Hirzeck-Haus                        | Hirzeck-Haus                                        | 380      | ja   | nein | – Bei Erlenbach.                                                        | PWV Bad Bergzabern | 1959       |
| Hütte in der Weilach                | Hütte in der Weilach                                | 300      | ja   | nein | – Bei Leistadt.                                                         | PWV Bad Dürkheim | 1964       |
| Lemberghütte                        | Lemberghütte                                        | 400      | ja   | nein | – Bei Feilbingert.                                                      | PWV Bad Kreuznach | 1921       |
| Gollensteinhütte                    | Gollensteinhütte                                    | 280      | ja   | nein | – Blieskastel.                                                          | PWV Blieskastel | 1977       |
| Pottaschtalhütte                    | Pottaschtalhütte Böchinger Hütte                    | 320      | ja   | nein | – Bei Eußerthal.                                                        | PWV Böchingen | 1972       |
| PWV-Hütte Am Schmalstein            | PWV-Hütte am Schmalstein                            | 240      | ja   | nein | – Bei Bruchweiler.                                                      | PWV Bruchweiler | 1988       |
| Fritz-Claus-Hütte                   | Fritz-Claus-Hütte                                   | 310      | ja   | nein | – Bei Brücken.                                                          | Nicht mehr im Besitz des PWV Brücken, aber weiter als Wanderheim geöffnet. | 1964       |
| St.-Anna-Hütte                      | St.-Anna-Hütte Burrweiler Hütte                     | 440      | ja   | nein | – Bei Burrweiler.                                                       | PWV Burrweiler | 1971       |
| Drachenfelshütte                    | Drachenfelshütte                                    | 300      | ja   | nein | – Bei Busenberg.                                                        | PWV Busenberg | 1968       |
| Mühlberghütte                       | Mühlberghütte                                       | 260      | nein | nein | – Contwig.                                                              | PWV Contwig |            |
| Deidesheimer Hütte                  | Deidesheimer Hütte Waldschenke im Mühltal           | 225      | ja   | nein | – Bei Deidesheim.                                                       | PWV Deidesheim verpachtet | 1907       |
| Klausentalhütte                     | Klausentalhütte                                     | 265      | ja   | nein | – Bei Diedesfeld.                                                       | PWV Diedesfeld verpachtet | 1961       |
| Waldhaus Schwefelbrunnen            | Waldhaus Schwefelbrunnen                            | 280      | ja   | nein | – Bei Eisenberg.                                                        | PWV Eisenberg | 1976       |
| Wolfsschluchthütte                  | Wolfsschluchthütte                                  | 285      | ja   | nein | – Bei Esthal.                                                           | PWV Esthal | 1961       |
| Ringelsberghütte                    | Ringelsberghütte                                    | 463      | ja   | nein | – Bei Frankweiler.                                                      | PWV Frankweiler | 1925       |
| Hütte am Entenweiher                | Hütte am Entenweiher                                | 400      | ja   | nein | – Bei Frohnhofen.                                                       | PWV Frohnhofen verpachtet |            |
| Wanderheim Fronte Beckers           | Wanderheim Fronte Beckers Gasthaus Pfälzerwald      | 110      | ja   | nein | – Germersheim.                                                          | PWV Germersheim verpachtet | 1974       |
| Weinbiethaus                        | Weinbiethaus                                        | 554      | ja   | nein | – Bei Gimmeldingen.                                                     | PWV Gimmeldingen | 1910       |
| Trifelsblick-Hütte                  | Trifelsblick-Hütte                                  | 537      | ja   | nein | – Bei Gleisweiler.                                                      | PWV Gleisweiler | 1970       |
| Kriegsberg-Hütte                    | Kriegsberg-Hütte                                    | 335      | ja   | nein | – Bei Göllheim.                                                         | PWV Ortsgruppe Göllheim Die ursprüngliche Hütte wurde 1990 durch einen Brand zerstört. Seit 1991 steht die neue Hütte. | 1974       |
| Waldhaus Auf den Steinen            | Waldhaus Auf den Steinen                            | 115      | ja   | nein | – Bei Gommersheim.                                                      | PWV Gommersheim verpachtet | 1982       |
| Hohe-Loog-Haus                      | Hohe-Loog-Haus                                      | 614      | ja   | nein | – Bei Hambach.                                                          | PWV Hambach | 1906       |
| PWV-Hütte im Wasserhaus             | PWV-Hütte im Wasserhaus                             | 115      | ja   | nein | – Bei Harthausen.                                                       | PWV Harthausen | 1999       |
| Zimmerkopfhütte                     | Zimmerkopfhütte                                     | 410      | ja   | nein | – Heltersberg.                                                          | PWV Heltersberg |            |
| Hütte im Taufenbachtal              | Hütte im Taufenbachtal                              | 320      | ja   | nein | – Bei Hinzweiler.                                                       | PWV Hinzweiler | 1968       |
| PWV-Wanderheim Hördt                | PWV-Wanderheim Hördt                                | 100      | nein | nein | – Hördt.                                                                | PWV Hördt |            |
| Gimpelwaldhütte                     | Gimpelwaldhütte                                     | 300      | ja   | nein | – Bei Hornbach.                                                         | Nicht mehr im Besitz des PWV Hornbach, aber weiter als Wanderheim geöffnet. |            |
| Kupferberghütte                     | Kupferberghütte                                     | 420      | ja   | nein | – Bei Imsbach.                                                          | PWV Imsbach | 1932       |
| Keltenhütte                         | Keltenhütte                                         | 655      | ja   | nein | – Auf dem Donnersberg bei Dannenfels.                                   | PWV Kirchheimbolanden verpachtet Die ursprüngliche Hütte brannte 1995 ab, seit 1996 steht die heutige Hütte. | 1964       |
| Waldhaus Lambertskreuz              | Waldhaus Lambertskreuz                              | 462      | ja   | nein | – Am Lambertskreuz bei Lambrecht.                                       | PWV Lambrecht Das 1907 von der Ortsgruppe PWV Lambrecht erbaute Waldhaus ist die älteste bewirtete Hütte des PWV. | 1907       |
| Landauer Hütte                      | Landauer Hütte Landauer Hütte am Zimmerbrunnen      | 460      | ja   | nein | – Bei Dernbach.                                                         | PWV Landau | 1908       |
| Hütte am Weiher                     | Hütte am Weiher                                     | 295      | ja   | nein | – Bei Lauterecken.                                                      | PWV Lauterecken | 1974       |
| PWV-Hütte Im Bolig                  | PWV-Hütte Im Bolig                                  | 90       | nein | nein | – Bei Dudenhofen.                                                       | PWV Dudenhofen Für Veranstaltungen vermietbar. | 2005       |
| Burgschänke Burg Lemberg            | Burgschänke Burg Lemberg                            | 458      | ja   | ja   | – Burg Lemberg bei Lemberg.                                             | Erbaut vom PWV Lemberg, verpachtet durch Gemeinde. | 1950       |
| PWV-Hütte Lohnweiler                | PWV-Hütte Lohnweiler                                | 180      | nein | nein | – Bei Lohnweiler.                                                       | Nicht mehr im Besitz des PWV Lohnweiler. |            |
| Kalmithaus                          | Kalmithaus Ludwigshafener Hütte                     | 673      | ja   | nein | – Auf der Kalmit bei Maikammer.                                         | PWV Ludwigshafen-Mannheim Das höchstgelegene Gasthaus der Pfalz. | 1908       |
| Totenkopfhütte                      | Totenkopfhütte                                      | 514      | ja   | nein | – Bei Alsterweiler.                                                     | PWV Maikammer-Alsterweiler | 1966       |
| Gräfensteinhütte                    | Gräfensteinhütte                                    | 296      | ja   | nein | – Bei Merzalben.                                                        | PWV Merzalben verpachtet | 1974       |
| Hohlsteinhütte                      | Hohlsteinhütte                                      | 343      | ja   | nein | – Bei Münchweiler.                                                      | PWV Münchweiler/Alsenz | 1974       |
| Fritz-Claus-Hütte                   | Fritz-Claus-Hütte                                   | 310      | nein | nein | – Bei Münchweiler.                                                      | PWV Münchweiler/Rodalb, 2023 verkauft an den Pfälzischen Badminton Club (PBC) 1995 Münchweiler | 1971       |
| Hellerplatzhaus                     | Hellerplatzhaus Hellerhütte Neustädter Hütte        | 474      | ja   | nein | – Bei Neustadt.                                                         | PWV Neustadt | 1903       |
| Pfarrheim Niederschlettenbach       | Pfarrheim Niederschlettenbach                       | 190      | nein | ja   | – Niederschlettenbach.                                                  | PWV Niederschlettenbach | 1947       |
| Waldheim am Rappeneck               | Waldheim am Rappeneck                               | 370      | nein | nein | – Bei Niedersimten.                                                     | PWV Niedersimten |            |
| Steinberghütte                      | Steinberghütte                                      | 360      | ja   | nein | – Bei Oberbexbach.                                                      | PWV Oberbexbach | 1971       |
| Hütte zur Saudell                   | Hütte zur Saudell                                   | 320      | ja   | nein | – Bei Obernheim.                                                        | PWV Obernheim-Kirchenarnbach | 1981       |
| Ernst-Reichel-Hütte                 | Ernst-Reichel-Hütte                                 | 350      | ja   | nein | – Bei Offenbach.                                                        | PWV Offenbach-Hundheim |            |
| Hütte auf dem Oberberg              | Hütte auf dem Oberberg                              | 245      | ja   | nein | – Bei Olsbrücken.                                                       | PWV Olsbrücken | 1971       |
| Hütte in der Nachtweide             | Hütte in der Nachtweide                             | 90       | ja   | nein | – Bei Edigheim.                                                         | PWV Oppau-Edigheim | 1996       |
| Waldhaus Himmelreich                | Waldhaus Himmelreich                                | 292      | ja   | nein | – Bei Otterbach.                                                        | PWV Otterbach verpachtet |            |
| Waldhaus Drei Buchen                | Waldhaus Drei Buchen                                | 415      | ja   | nein | – Bei Ramberg.                                                          | PWV Ramberg | 1969       |
| Hütte im Gemeindewald               | Hütte im Gemeindewald                               | 318      | nein | nein | – Bei Ramsen.                                                           | PWV Ramsen |            |
| Bauernwaldhütte                     | Bauernwaldhütte                                     | 120      | nein | nein | – Rheinzabern.                                                          | PWV Rheinzabern | 1988       |
| Kahlenberghütte                     | Kahlenberghütte                                     | 372      | ja   | nein | – Auf dem Kahlenberg bei Rohrbach.                                      | PWV Rohrbach/Saar | 1957       |
| Selberghütte                        | Selberghütte                                        | 546      | ja   | nein | – Auf dem Selberg bei Rothselberg.                                      | Selbergverein Die erste Hütte wurde 1914 von der PWV Ortsgruppe Rothselberg (dem Vorgängerverein des Selbergvereins der sich nach 2010 vom PWV löste) erstellt, 1962 erfolgte die Einweihung der neuen Hütte.                                                        | 1914       |
| PWV-Vereinshütte Rülzheim           | PWV-Vereinshütte Rülzheim                           | 115      | nein | nein | – Rülzheim.                                                             | PWV Rülzheim | 1981       |
| PWV-Hütte vorm Selberg              | PWV-Hütte vorm Selberg                              | 388      | ja   | nein | – Bei Rutsweiler.                                                       | PWV Rutsweiler | 1985       |
| Stiefelhütte                        | Stiefelhütte Heinrich-Kohl-Hütte                    | 350      | ja   | nein | – Auf dem Großen Stiefel bei Sengscheid.                                | PWV St. Ingbert Die ursprüngliche Hütte ist 1983 abgebrannt, unmittelbar danach wurde die neue Hütte erbaut. | 1912       |
| Haus an den Fichten                 | Haus an den Fichten                                 | 400      | ja   | nein | – St. Martin.                                                           | PWV St. Martin | 1972       |
| Wasgauhütte                         | Wasgauhütte Schwanheimer Hütte                      | 324      | ja   | nein | – Bei Schwanheim.                                                       | PWV Schwanheim | 1969       |
| Siebeldinger Hütte                  | Siebeldinger Hütte Geldmünzhütte                    | 344      | ja   | nein | – Bei Eußerthal.                                                        | PWV Siebeldingen/Birkweiler | 1973       |
| Schleusenhaus Sondernheim           | Schleusenhaus Sondernheim                           | 100      | ja   | nein | – Bei Sondernheim.                                                      | PWV Sondernheim verpachtet |            |
| Steinbacher Hütte am Donnersberg    | Steinbacher Hütte am Donnersberg                    | 303      | ja   | nein | – Bei Steinbach.                                                        | PWV Steinbach verpachtet | 1983       |
| Grieswaldhütte                      | Grieswaldhütte                                      | 330      | ja   | nein | – Thaleischweiler-Fröschen.                                             | PWV Thaleischweiler-Fröschen | 1983       |
| Buchwaldhütte                       | Buchwaldhütte                                       | 285      | ja   | nein | – Bei Theisbergstegen.                                                  | PWV Theisbergstegen-Godelhausen | 1978       |
| Hollertal-Hütte                     | Hollertal-Hütte                                     | 290      | nein | nein | – Bei Clausen.                                                          | Nicht mehr im Besitz des PWV Clausen. |            |
| Forsthaus Schwarzsohl               | Forsthaus Schwarzsohl                               | 478      | ja   | nein | – Im Dreieck zwischen Waldleiningen, Weidenthal und Esthal.             | Forstamt Kaiserslautern Die Hütte wurde 1963 vom PWV Kaiserslautern als Wanderhütte übernommen und 1983 an den PWV Weidenthal-Frankenstein übergeben. der sie bis 2014 betrieb. Danach wurde sie vom Besitzer weiterverpachtet und dient immer noch als Wanderhütte. | 1963       |
| Loschter Hütte                      | Loschter Hütte                                      | 120      | ja   | nein | – Lustadt.                                                              | PWV Lustadt |            |
| Weisenheimer Hütte am Ungeheuersee  | Weisenheimer Hütte                                  | 357      | ja   | nein | – Weisenheim.                                                           | PWV Weisenheim am Berg |            |
| Schweizerhaus                       | Schweizerhaus                                       | 407      | ja   | nein | – Bei Weyher in der Pfalz.                                              | PWV Weyher verpachtet | 1933       |
| Igelborner Hütte                    | Igelborner Hütte                                    | 345      | ja   | nein | – Bei Winnweiler.                                                       | PWV Winnweiler | 1974       |
| Stockwaldhütte                      | Stockwaldhütte                                      | 375      | ja   | nein | – Bei Winzeln.                                                          | PWV Winzeln | 1990       |
| Hedwig-Helbing-Hütte                | Hedwig-Helbing-Hütte                                | 190      | nein | nein | – Bei Ebernburg.                                                        | PWV Bad Münster am Stein-Ebernburg |            |
| Hohenestel-Hütte                    | Hohenestel-Hütte                                    | 399      | nein | nein | – Bei Bedesbach.                                                        | PWV Bedesbach |            |
| Hütte am Sauling                    | Hütte am Sauling                                    | 345      | nein | nein | – Bei Bosenbach.                                                        | PWV Bosenbach |            |
| Schutzhütte am Kaltenbrunnen        | Schutzhütte am Kaltenbrunnen                        | 381      | nein | nein | – Bei Donsieders.                                                       | PWV Donsieders |            |
| Strüther Hütte                      | Strüther Hütte Schutz und Wanderhütte in der Strüth | 350      | nein | nein | – Bei Einöllen.                                                         | Nicht mehr im Besitz des PWV Einöllen. |            |
| Göcklinger Hütte im Keschtebusch    | Göcklinger Hütte im Keschtebusch                    | 235      | nein | nein | – Bei Klingenmünster.                                                   | PWV Göcklingen |            |
| Kirschbaum-Hütte                    | Kirschbaum-Hütte                                    | 500      | nein | nein | – Bei Eußerthal.                                                        | PWV Hainfeld | 1994       |
| Stockwieser Hütte                   | Stockwieser Hütte                                   | 285      | nein | nein | – Bei Höhfröschen.                                                      | PWV Höhfröschen |            |
| Peter-Schulzen-Hütte                | Peter-Schulzen-Hütte                                | 265      | ja   | nein | – Erbach am Rand des Natura 2000 Gebiets Jägersburger Wald/Königsbruch. | PWV Homburg-Erbach | 1984       |
| Korbuschhütte                       | Korbuschhütte                                       | 403      | nein | nein | – Bei Jettenbach.                                                       | PWV Jettenbach |            |
| Karlsplatzhütte                     | Karlsplatzhütte                                     | 368      | nein | nein | – Bei Klingenmünster.                                                   | PWV Klingenmünster |            |
| Schutzhütte Südpfälzer Rheinauen    | Schutzhütte Südpfälzer Rheinauen                    | 104      | nein | nein | – Bei Leimersheim.                                                      | PWV Leimersheim |            |
| Breitenheimer Hütte                 | Breitenheimer Hütte                                 | 255      | nein | nein | – Bei Breitenheim.                                                      | PWV Meisenheim |            |
| Willi-Schwab-Schutzhütte            | Willi-Schwab-Schutzhütte                            | 105      | nein | nein | – Bei Neupotz.                                                          | PWV Neupotz | 1984       |
| PWV-Hütte Lachen-Speyerdorf         | PWV-Hütte Lachen-Speyerdorf                         | 125      | nein | nein | – nördlich von Speyerdorf                                               | PWV Lachen-Speyerdorf | 2017       |
| Walsheimer Hütte                    | Walsheimer Hütte                                    | 320      | ja   | nein | – Bei Eußerthal.                                                        | PWV Walsheim | 1969       |
| PWV-Hütte Lug                       | PWV-Hütte Lug                                       | 250      | nein | nein | – Lug.                                                                  | PWV Lug | 1980       |
| PWV-Hütte Eußerthal                 | PWV-Hütte Eußerthal                                 | 250      | nein | nein | – Bei Eußerthal.                                                        | PWV Eußerthal |            |
| Jugendhaus Limburgblick             | Jugendhaus Limburgblick                             | 222      | nein | nein | – Beim Kloster Limburg bei Seebach.                                     | PWV Seebach | 1973       |
| Schmied Kurt’s Haisel               | Schmied Kurt’s Haisel                               | 130      | nein | nein | – Bei Altdorf.                                                          | PWV Altdorf-Böbingen |            |
| Nauwaldhütte                        | Nauwaldhütte                                        | 305      | nein | nein | – Morlautern.                                                           | PWV Morlautern | 2002       |
| Frankenthaler Hütte                 | Frankenthaler Hütte                                 | 517      | nein | nein | – Rahnfels bei Altleiningen.                                            | PWV Frankenthal | 1906       |
| Stabenbergwarte                     | Stabenbergwarte                                     | 496      | nein | nein | – Bei Königsbach.                                                       | PWV Hauptverein War 1904 das erste vom PWV errichtete Gebäude. | 1904       |
| Klosterbrunnhütte                   | Klosterbrunnhütte                                   | 315      | nein | nein | – Bei Lemberg.                                                          | PWV Lemberg | 1911       |
| Amicitia–Hütte                      | Amicitia-Hütte Sieben-Quellen-Haus                  | 314      | ja   | ja   | – Bei Weyher in der Pfalz.                                              | PWV Amicitia Landau | 1921       |
| St.-Martiner Hütte                  | St.-Martiner Hütte Hesselbachhütte                  | 486      | nein | nein | – Bergsattel zwischen Hochberg und Schafkopf westlich von St. Martin.   | PWV St. Martin | 1904       |
| PWV Schutzhütte Gossersweiler       | PWV Schutzhütte Gossersweiler                       | 361      | nein | nein | – südöstlich von Dimbach.                                               | PWV Gossersweiler-Stein | 2006       |
| PWV Schutzhütte an der Holderquelle | Schutzhütte an der Holderquelle                     | 480      | nein | nein | – südwestlich von Gräfenhausen.                                         | PWV Annweiler | 1904       |
| PWV Schutzhütte am Johannesbrunnen  | PWV Schutzhütte am Johannesbrunnen                  | 350      | nein | nein | – südwestlich von Weyher.                                               | PWV Weyher | 2005       |
| Kochelsteinhütte                    | Kochelsteinhütte                                    | 295      | nein | nein | – südwestlich von Darstein.                                             | PWV Darstein |            |
| Dieter-Rutz-Hütte                   | Dieter-Rutz-Hütte                                   | 290      | nein | nein | – westlich von Schmalenberg                                             | PWV Schmalenberg |            |
| Landsberghütte                      | Landsberghütte                                      | 258      | nein | nein | – östlich von Obermoschel                                               | PWV Obermoschel | 1985       |
| Luitpoldturm                        | Luitpoldturm                                        | 610      | nein | nein | – Auf dem Weißenberg nordwestlich vom Hermersbergerhof.                 | errichtet durch PWV Hauptverein heute Eigentum des Landes-Rheinland-Pfalz, seit 2007 Betreuung durch Luitpoldturmverein e.V. | 1909       |